# Западногалицийские воинские кладбища
Западногалицийские воинские кладбища (пол. Zachodniogalicyjskie cmentarze wojenne) — общеупотребительное, собирательное название группы примерно из 400 воинских захоронений периода Первой Мировой войны на территории бывшего королевства Галиции и Лодомерии.

## История
3 ноября 1915 года в Военном министерстве Австро-Венгрии был создан Департамент воинских захоронений (нем. Kriegsgraber Abteilung), целью которого была организация похоронной службы австро-венгерской армии, учёт воинских захоронений и их проектирования и строительства. Департамент воинских захоронений действовал преимущественно на полях сражения, где участвовали австро-венгерские войска. На территории королевства Галиции и Лодомерии действовал отдел Департамента воинских захоронений под названием «Kriegsgräber-Abteilung K.u.K. Militär-Kommando Krakau» (Департамент воинских захоронений К. и К. военной комендатуры в Кракове) под командованием Рудольфа Броха и Ганса Хауптманна. Одним из самых известных служащих этого Департамента был словацкий архитектор Душан Юркович, который спроектировал многочисленные воинские захоронения в окрестностях польского города Новы-Жмигруд.
Департамент воинских захоронений К. и К. военной комендатуры в Кракове занимался воинскими захоронениями территорией, которая включала в себя Силезию, небольшую часть Моравии и земли, лежащие к западу от линии Щуцин — Пльзень — Модерувка — Оженна. На севере граница полномочий Департамента воинских захоронений К. и К. военной комендатуры в Кракове заканчивалась границей Австро-Венгрии и Российской империей и на юге — границей между королевством Галиции и Лодомерии и Королевства Венгрии.
Воинские захоронения обустраивались возле полевых госпиталей.
Территория деятельности Департамента воинских захоронений К. и К. военной комендатуры в Кракове была разделена на XI округов:
- I — Новы-Жмигруд (31 кладбища)
- II — Ясло (31 кладбище);
- III — Горлице (54 кладбище);
- IV — Лужна (27 кладбищ);
- V — Пильзно (27 кладбищ);
- VI — Тарнув (62 кладбища);
- VII — Домброва-Тарновска (15 кладбищ);
- VIII — Бжеско (50 кладбищ);
- IX — Бохня (40 кладбищ);
- X — Лиманова (29 кладбищ);
- XI — Краков (22 кладбища).

В настоящее время большинство западногалицийских воинских захоронений находятся на территории Польши и находятся в различном состоянии.

## Источник
- Zachodniogalicyjskie groby bohaterów z lat wojny światowej 1914—1915, przekład filologiczny Henryk Sznytka, opracowanie, wstęp i przypisy Jerzy Drogomir, Tarnów: Muzeum Okręgowe w Tarnowie 1996, ISBN 83-85988-40-8, wstęp str.VII;
- Frodyma Roman. Cmentarze wojenne z I Wojny Światowej na Ziemi Tarnowskiej. Przewodnik Turystyczny. Krosno: Wydawnictwo «Ruthenus» 2006. ISBN 978-83-7530-000-0;
- Frodyma Roman. Galicyjskie Cmentarze Wojenne tom I. Pruszków: Rewasz 1995. ISBN 83-85557-20-2;
- Frodyma Roman. Galicyjskie Cmentarze Wojenne tom II. Pruszków: Rewasz 1997. ISBN 83-85557-38-5;
- Frodyma Roman. Galicyjskie Cmentarze Wojenne tom III. Pruszków: Rewasz 1998. ISBN 83-85557-52-0;
- Duda Oktawian. Cmentarze I wojny światowej w Galicji Zachodniej 1914—1918. Warszawa: Ośrodek Ochrony Zabytkowego Krajobrazu 1995. ISBN 83-85548-33-5;
- Drogomir Jerzy. Polegli w Galicji Zachodniej 1914—1915 (1918). Wykazy poległych, zmarłych i pochowanych na 400 cmentarzach wojskowych w Galicji Zachodniej. Tarnów: Muzeum Okręgowe w Tarnowie tom I. Tarnów: 1999. ISBN 83-85988-26-2
- Drogomir Jerzy. Polegli w Galicji Zachodniej 1914—1915 (1918). Wykazy poległych, zmarłych i pochowanych na 400 cmentarzach wojskowych w Galicji Zachodniej. Tarnów: Muzeum Okręgowe w Tarnowie tom II. Tarnów: 2002; ISBN 83-85988-32-7;
- Drogomir Jerzy. Polegli w Galicji Zachodniej 1914—1915 (1918). Wykazy poległych, zmarłych i pochowanych na 400 cmentarzach wojskowych w Galicji Zachodniej. Tarnów: Muzeum Okręgowe w Tarnowie tom III. Tarnów: 2005; ISBN 83-85988-57-2;
- Partridge Agnieszka, Rafał Korzeniowski. Otwórzcie bramy pamięci. Cmentarze wojenne z lat 1914—1918 w Małopolsce. Kraków: LETTRA-GRAPHIC 2005. ISBN 83-89937-10-7, str. 44-69